# اسکار زاریسکی
اسکار زاریسکی (روسی: О́шер Зари́цкий؛ ۲۴ آوریل ۱۸۹۹ – ۴ ژوئیهٔ ۱۹۸۶) ریاضی‌دان، استاد دانشگاه، و محقق اهل ایالات متحده آمریکا-بلاروس که در زمینه هندسه جبری فعالیت می‌کند.
وی برنده جوایزی همچون کمک هزینه گوگنهایم، نشان ملی علوم و جایزه ولف در ریاضی شده‌است.